# TV-teater i Sverige – Spelåret 1957/58

## Spelåret 1957/58
| Titel                          | Datum      | Manus                                                        | Regissör                      | I rollerna (urval)                             | Övrigt                                                                |
| ------------------------------ | ---------- | ------------------------------------------------------------ | ----------------------------- | ---------------------------------------------- | --------------------------------------------------------------------- |
| Svanesång                      | 1957-08-23 | Anton Tjechov                                                | Bengt Lagerkvist              | Hilding Gavle, Olle Hilding                    |                                                                       |
| Porslinsfröken                 | 1957-09-13 | Else Fisher                                                  | Hans Abramson                 | Renée Björling, Elsa Ebbesen m.fl.             | Pjäs för TV                                                           |
| Melodi på lergök               | 1957-10-04 | Lars Levi Laestadius                                         | Gösta Folke                   | Åke Lindström, Yvonne Lombard m.fl.            | Lustspel                                                              |
| Tredje personen                | 1957-10-18 | Louis Verneuil                                               | Mimi Pollak och Hans Abramson | Marianne Aminoff, Frank Sundström              | Psykologisk thriller. Orig:titel: Monsieur Lamberthier                |
| Arken                          | 1957-11-01 | Werner Aspenström                                            | Bengt Lagerkvist              | Gunnar Olsson, Åke Jörnfalk m.fl.              | Pjäs                                                                  |
| Mördaren och hans författare   | 1957-11-15 | Lars Widding                                                 | Hans Abramson                 | Olle Björklund, Sören Söderberg m.fl.          | En historia kring en Vic Suneson-deckare                              |
| En minnesfest                  | 1957-11-29 | Gustav Wied                                                  | Henrik Dyfverman              | Gunnar Sjöberg, Sven Lindberg m.fl.            | Satyrspel. Orig:titel: En mindefest                                   |
| Professor Harlekins uppfinning | 1957-12-03 | Bengt Linder                                                 | Torbjörn Axelman              | Amatörer från Uppsala studentteater            |                                                                       |
| Missförståndet                 | 1957-12-13 | Albert Camus                                                 | Lars-Levi Laestadius          | Naima Wifstrand, Ingrid Thulin m.fl.           | Skådespel i tre akter. Orig:titel: Le malentendu                      |
| Svarta handsken                | 1957-12-25 | August Strindberg                                            | Bengt Lagerkvist              | Annika Tretow, Olof Widgren m.fl.              | Lyrisk fantasi i fem akter                                            |
| Det syns utifrån               | 1957-12-31 | Georges Feydeau                                              | Hans Abramson                 | Claes Thelander, Fylgia Zadig                  | Fars. Orig:titel: Par la fenêtre                                      |
| Min syster och jag             | 1958-01-05 | Louis Verneuil                                               | Josef Halfen                  | Busk Margit Jonsson, Lars Ekborg m.fl.         | Sånglustspel med musik av Ralph Benatzky. Orig:titel: Ma soeur et moi |
| Blyg och ensam                 | 1958-01-24 | Irwin Shaw                                                   | Hans Abramson                 | Håkan Serner, Bengt Gillberg m.fl.             | Pjäs. Orig:titel: Shy and lonely                                      |
| Skuggan av en man              | 1958-02-07 | Terence Rattigan                                             | Gösta Folke                   | Folke Asplund, Bengt Eklund m.fl.              | Pjäs. Orig:titel: The Browning version                                |
| Venetianskan                   | 1958-02-21 | Okänd författare från 1500-talet                             | Ingmar Bergman                | Folke Sundqvist, Eva Stiberg m.fl.             | Komedi. Orig:titel: La veneziana                                      |
| Galgmannen                     | 1958-03-07 | Runar Schildt                                                | Åke Falck                     | Kolbjörn Knudsen, Jane Friedmann m.fl.         | En midvintersaga                                                      |
| En sällsam historia            | 1958-03-30 | Benjamin Britten                                             | Göran Gentele                 | Sven Erik Vikström, Elisabeth Söderström m.fl. | TV-opera. Orig:titel: The turn of the screw                           |
| Påsk                           | 1958-04-04 | August Strindberg                                            | Bengt Lagerkvist              | Aino Taube, Ingvar Kjellson m.fl.              |                                                                       |
| Stolpsängen                    | 1958-05-02 | Jan de Hartog                                                | Hans Abramson                 | Claes Thelander, Maj-Britt Nilsson             | Äktenskapskomedi. Orig:titel: The fourposter                          |
| Manteln                        | 1958-05-15 | Giacomo Puccini                                              | Göran Gentele                 | Hugo Hasslo, Elisabeth Söderström m.fl.        | Opera i en akt. Orig:titel: Il tabarro                                |
| Orpheus och Euredike           | 1958-06-01 | Text: Ranieri de Calzabigi. Musik: Christoph Willibald Gluck | Lars Runsten                  | Kerstin Meyer, Busk Margit Jonsson             | Del 1.                                                                |
| Skuggdans                      | 1958-06-05 | Leck Fischer                                                 | Henrik Dyfverman              | Doris Svedlund, Ove Tjernberg                  | Situation. Orig:titel: Skyggedans                                     |
| Gasljus                        | 1958-06-13 | Patrick Hamilton                                             | Bengt Lagerkvist              | Curt Masreliez, Ingrid Thulin m.fl.            | Thriller. Orig:titel: Gaslight                                        |